# ビードル郡 (サウスダコタ州)
ビードル郡（英: Beadle County）は、アメリカ合衆国サウスダコタ州の中央部東に位置する郡である。2010年国勢調査での人口は17,398人であり、2000年の17,023人から3.3％増加した。郡庁所在地はヒューロン市（人口13,646人）であり、同郡で人口最大の町でもある。
ビードル郡は単独でヒューロン小都市圏を構成している。

## 歴史
ビードル郡は1879年にダコタ準州議会によって創設され、1880年に準州知事ニーアマイア・G・オードウェイによって郡政委員会委員3名が指名され、正式に組織化された。郡名はダコタ準州の初期に貢献した測量総監で、南北戦争ではアメリカ陸軍准将だったウィリアム・ヘンリー・ハリソン・ビードルに因んで名付けられた。郡内最初の町はカブールだったが、1880年7月にヒューロンの町で郡最初の郡政委員会が開催されたときに、ヒューロンが郡庁所在地に指定された。

## 地理
アメリカ合衆国国勢調査局に拠れば、郡域全面積は1,265平方マイル (3,276.3 km2)であり、このうち陸地は1,259平方マイル (3,260.8 km2)、水域は6平方マイル (15.5 km2)で水域率は0.48％である。

### 主要高規格道路
- アメリカ国道14号線
- アメリカ国道281号線
- サウスダコタ州道28号線
- サウスダコタ州道37号線

### 隣接する郡
- スピンク郡 - 北
- クラーク郡 - 北東
- キングスベリー郡 - 東
- サンボーン郡 - 南東
- ジェロールド郡 - 南西
- ハンド郡 - 西

## 人口動態
以下は2000年の国勢調査による人口統計データである。
| 基礎データ - 人口: 17,023人 - 世帯数: 7,210 世帯 - 家族数: 4,535 家族 - 人口密度: 5人/km2（14人/mi2） - 住居数: 8,206軒 - 住居密度: 3軒/km2（6軒/mi2） 人種別人口構成 - 白人: 96.93% - アフリカン・アメリカン: 0.69% - ネイティブ・アメリカン: 0.95% - アジア人: 0.31% - 太平洋諸島系: 0.02% - その他の人種: 0.26% - 混血: 0.85% - ヒスパニック・ラテン系: 0.91% 先祖による構成 - ドイツ系：49.9％ - ノルウェー系：11.7％ - アイルランド系：6.1％ - イギリス系：5.8％ - アメリカ人：5.5％ 年齢別人口構成 - 18歳未満: 24.7% - 18-24歳: 8.3% - 25-44歳: 24.7% - 45-64歳: 23.0% - 65歳以上: 19.4% - 年齢の中央値: 40歳 - 性比（女性100人あたり男性の人口） - 総人口: 96.6 - 18歳以上: 93.7 | 世帯と家族（対世帯数） - 18歳未満の子供がいる: 28.3% - 結婚・同居している夫婦:52.5% - 未婚・離婚・死別女性が世帯主: 7.4% - 非家族世帯: 37.1% - 単身世帯: 33.1% - 65歳以上の老人1人暮らし: 15.0% - 平均構成人数 - 世帯: 2.30人 - 家族: 2.94人 収入と家計 - 収入の中央値 - 世帯: 30,510米ドル - 家族: 40,596米ドル - 性別 - 男性: 26,910米ドル - 女性: 19,785米ドル - 人口1人あたり収入: 17,832米ドル - 貧困線以下 - 対人口: 11.9% - 対家族数: 7.9% - 18歳未満: 14.2% - 65歳以上: 12.3% |

### 収入

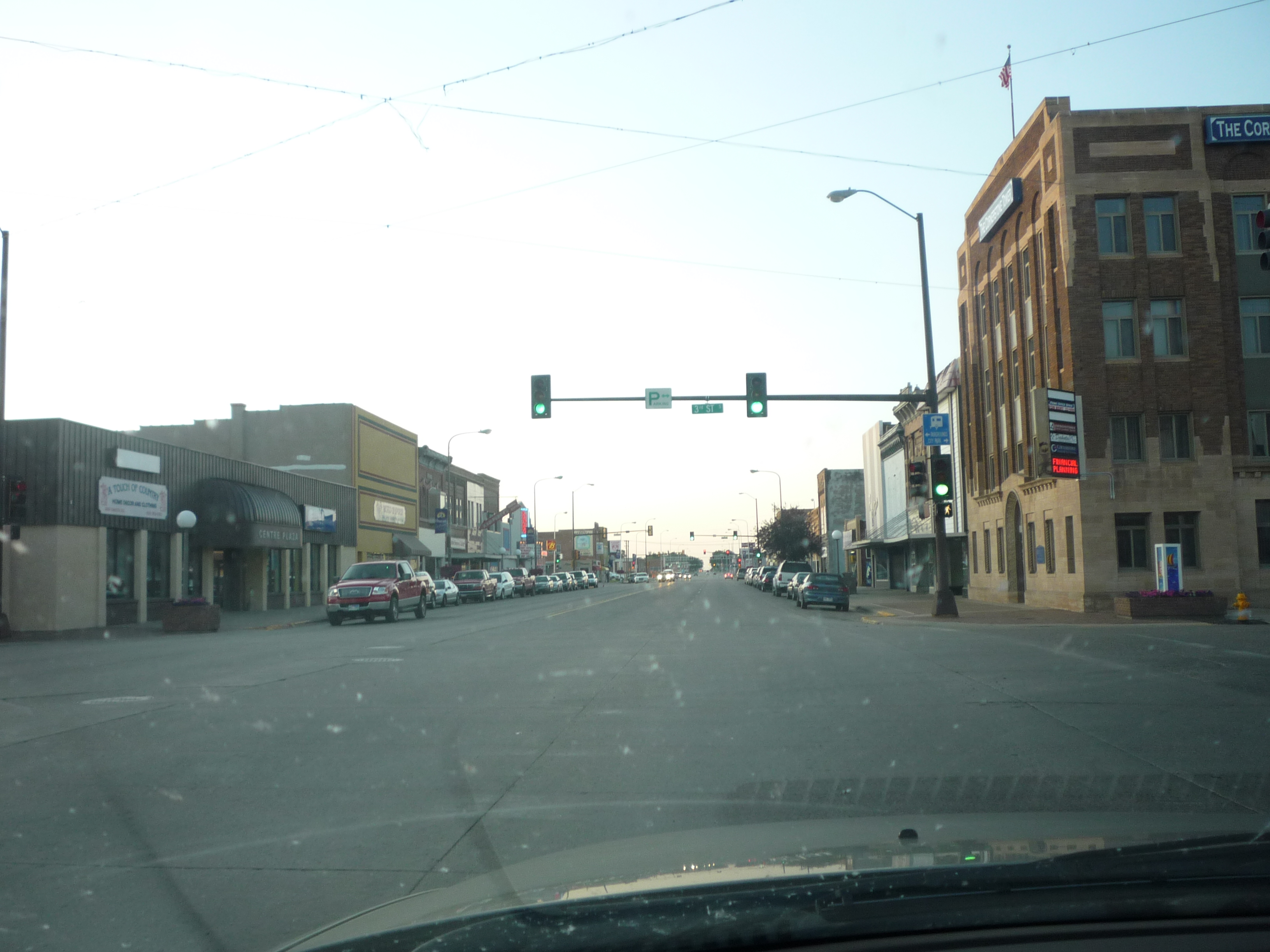
ヒューロン市中心街

## 都市と町
- ブロードランド
- ボニラ
- カブール
- ヒッチコック
- ヒューロン - 郡庁所在地
- イロコイ
- バージル
- ウェシントン
- ウォルジー
- イェール

### 郡区
ビードル郡は下記36の郡区に分けられている。
| - アレン - アルトゥーナ - バナー - バーレット - ベルプレーリー - ボニラ - ブロードランド - バーオーク - カーライル - カブール | - クリフトン - クライド - カスター - ディアボーン - フェアフィールド - フォスター - グラント - ハートランド - ヒューロン - アイオワ | - ケロッグ - レイクバイロン - リバティ - ローガン - ミルフォード - ナンス - パールクリーク - プレザントビュー - リッチランド - サンドクリーク | - テレサ - バレー - バーノン - ウェシントン - ホワイトサイド - ウォルジー |